# 張傑 (宣德進士)
張傑（1401年—？），字獻良，江西吉安府吉水縣人，民籍。明朝政治人物。進士出身。

## 生平
順天府鄉試第三十三名舉人。宣德八年（1433年）癸丑科會試第八十八名，殿試登進士第三甲第二十六名。正統元年十月授中書舍人，九年四月分祭岳镇海渎鍾山之神。

## 家族
曾祖父張文昌。祖父張敬真。父亲張華昭。母孫氏。具慶下。弟道、铭、俊、忠、謨。娶周氏。